# 唐崎彦明
唐崎 彦明（からさき げんめい）は江戸時代の儒学者。号は広陵。安芸国礒宮八幡神社社家出身でありながら神道を好まず、三宅尚斎に儒学を学び、伊勢長島藩に仕えた。

## 生涯
安芸国賀茂郡礒宮八幡神社唐崎清継の四男として生まれた。幼名は乙之助、乙七、万助、多内、金五郎、金四郎、欽四郎。2歳で父清継を喪い、兄唐崎信通に養育され、郷儒山中半斎に書を学んだ。7,8歳で信通・半斎に句読を学び、9歳で初めて漢詩「梅霖」を作り、「送梅漠々自寥々。林下間居無友僚。独坐読書忘日永。臥聞門外水声喧。」と詠んだ。10歳で郷儒塩谷道碩に書を学び、親族に医者になることを勧められるも、従わなかった。
18歳で京都に留学し、松岡仲良に若林強斎流儒学を学んだ。仲良が神道色を強めると、三宅尚斎の門に移り、富小路通二条に住んで宇野明霞に詩文を学んだ。なおこの間、神道家である信通が思想の違いをこえて学資を援助し続けた。寛保3年（1743年）江戸麹町に塾を構えた。
延享元年（1744年）10月11日伊勢長島藩に教授として招かれ、延享2年（1745年）3月参勤交代に従い、延享3年（1746年）7月参政となった。延享4年（1747年）6月1日信通の訃報により帰郷した。
寛延3年（1750年）11月藩と対立して辞職し、江戸に3年間滞在した後、帰郷した。宝暦8年（1758年）4月22日45歳で病没した。墓所は竹原長生寺。

## 著作
- 『敬斎箴講義』 - 宝暦5年（1755年）成立[5]。
- 『講学編』 - 安永9年（1778年）刊[6]。初名は『鳴皷録』[1]。
- 『拘幽操口義』 - 宝暦5年（1755年）成立[7]。
- 『拘幽操講筆』 - 宝暦5年（1755年）成立[8]。
- 『広陵筆録』[9]
- 『詩則編』 - 元文3年（1738年）成立[10]。
- 『諸先輩講学紀聞』[11]
- 『竹原遺稿』 - 宝暦7年（1757年）序[12]
- 『読叛門論』[13]
- 『物学弁証』[14]
- 『弁道断論』[15]

## 親族
- 父：唐崎清継
- 母：吉井氏[2]
  - 長兄：唐崎信通
  - 次兄：唐崎信順 - 幼名は半平[2]。
  - 三兄：唐崎信利 - 幼名は半蔵[2]。
- 妻 - 桜井七右衛門組赤井弥太夫妹。子がなかった[1]。
- 養子：唐崎士愛 - 信通の子[1]。